# Pristimantis baiotis
Espèce
Synonymes
- Eleutherodactylus baiotis Lynch, 1998

Statut de conservation UICN

 NT  : Quasi menacé
Pristimantis baiotis est une espèce d'amphibiens de la famille des Craugastoridae.

## Répartition
Cette espèce est endémique du département d'Antioquia en Colombie. Elle se rencontre entre 1 780 et 2 000 m d'altitude sur le versant Ouest de la cordillère Occidentale.

## Description
Les mâles mesurent de 18,1 à 18,5 mm et la femelle 21,5 mm.

## Publication originale
- Lynch, 1998 : New species of Eleutherodactylus from the Cordillera Occidental of western Colombia with a synopsis of the distributions of species in western Colombia. Revista de la Academia Colombiana de Ciencias Exactas Fisicas y Naturales, vol. 22, no 82, p. 117-148 (texte intégral).